# Wallingford Castle
Wallingford Castle är ett slott i Storbritannien.   Det ligger i grevskapet Oxfordshire och riksdelen England, i den södra delen av landet, 70 km väster om huvudstaden London. Wallingford Castle ligger 49 meter över havet.
Terrängen runt Wallingford Castle är platt.Runt Wallingford Castle är det ganska tätbefolkat, med 192 invånare per kvadratkilometer. Närmaste större samhälle är Reading, 19,3 km sydost om Wallingford Castle. Trakten runt Wallingford Castle består till största delen av jordbruksmark.